# Adonis aestivalis
Adonis aestivalis (L., 1762), comunemente nota come adonide estiva, è una pianta erbacea appartenente alla famiglia delle Ranunculaceae, presente come infestante nei campi di cereali e coltivata in numerose varietà come ornamentale.

## Descrizione

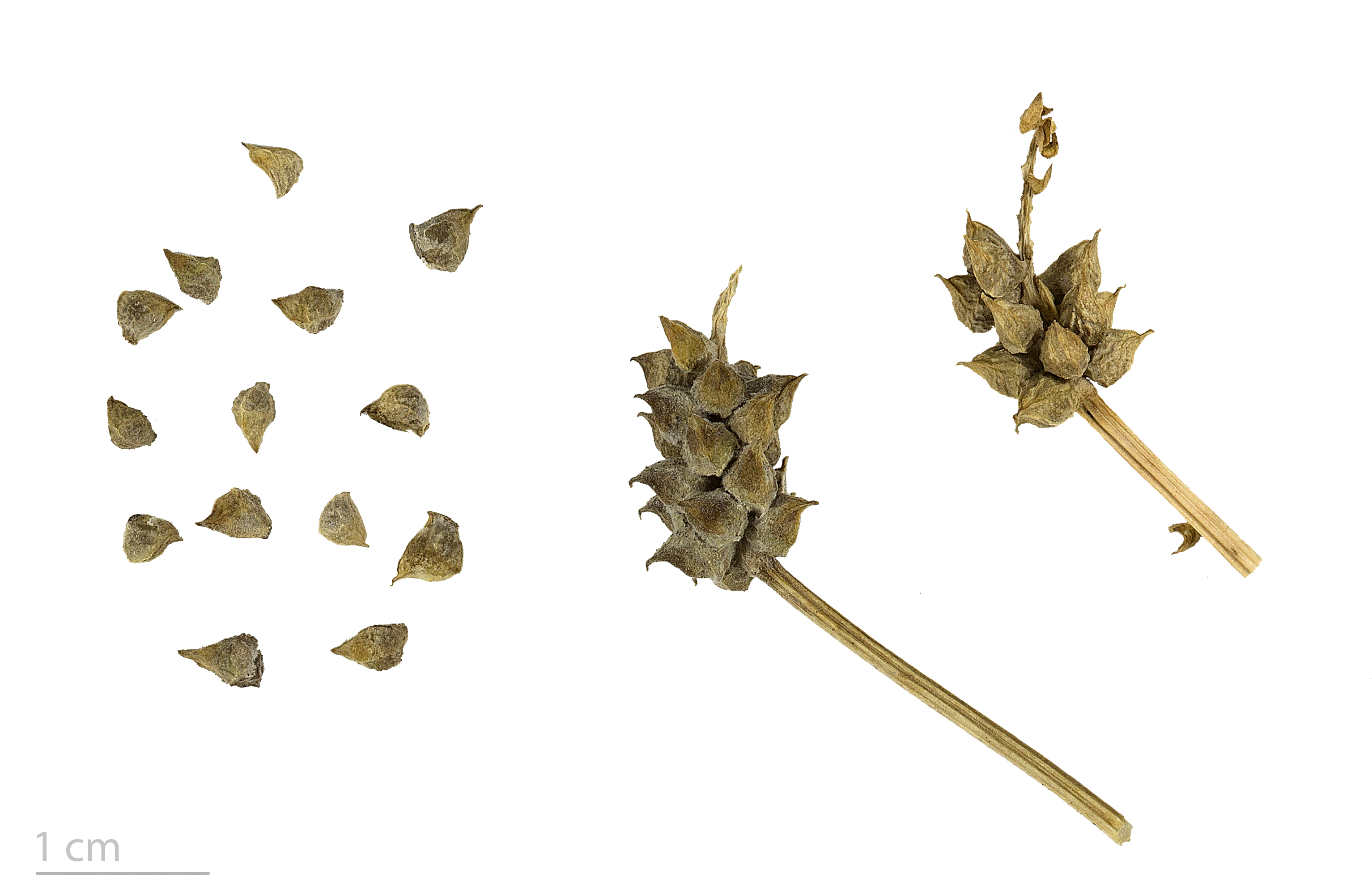
Adonis aestivalis

L'Adonide estiva è una pianta erbacea annuale, glabra, o pubescente alla base, alta 20 – 50 cm; il fusto è semplice o ramoso nella parte superiore.
Le radici sono fibrose, sottili ed allungate.
Le foglie sono presenti lungo tutto il fusto, sono bi – tripennate e divise in lacinie lineari.
Il fiore ermafrodita è terminale, attinomorfo, dal diametro di 2,5 – 3 cm con 8 petali rossi (raramente gialli) con macchie scure alla base e sepali glabri, arrotondati e aderenti ai petali. I petali sono 5 –10, obovati – lanceolati, lunghi circa il doppio dei sepali.  Le antere sono nere, gli stami e i pistilli numerosi. I fiori sono disposti singolarmente su dei peduncoli. Fiorisce da maggio ad agosto, l'impollinazione è entomofila.
I frutti  sono acheni duri e rugosi dotati di un piccolo becco disposti in spighe cilindriche.

## Distribuzione ed habitat
È un'infestante nei campi di cereali, anche se le moderne tecniche agricole l'hanno resa più rara. Cresce da 0 a 1500 metri di altitudine.
La specie è nativa dell'Europa, dov'è ampiamente diffusa (ad eccezione di penisola scandinava ed isole britanniche), e del Medio Oriente; è rinvenibile inoltre in Nord America, in parte dell'Asia e in Nord Africa.

## Rapporti con l'uomo
È coltivata come pianta ornamentale in numerose varietà a fiori doppi.
Le foglie e le radici di Adonis aestivalis, come quelle delle altre specie del genere Adonis, contengono molti cardenolidi nella concentrazione dello 0,2 – 1%. I principali ingredienti attivi sono la cimarina e l'adonitoxina (in quantità minori). I sintomi da avvelenamento in seguito ad ingestione di grandi quantità di adonide includono nausea, salivazione eccessiva, coliche, disturbi gastrointestinali, sintomi cardiaci e respiratori (aritmia, ipertensione, coma e arresto cardiaco).
Il trattamento in caso di avvelenamento comprende l'induzione del vomito, la somministrazione di carbone attivo, solfato di sodio e lavanda gastrica.
Sono inoltre stati segnalati casi di avvelenamento di cavalli, bovini e maiali che si erano alimentati in prati contenenti Adonis aestivalis.,
I petali contengono una sostanza colorante, l'astaxantina, appartenente al gruppo dei carotenoidi, impiegata nell'allevamento dei salmoni per colorarne le carni. Viene inoltre utilizzate nella dieta del pollame per permettere una miglior colorazione del tuorlo dell'uovo.